# وست‌وال

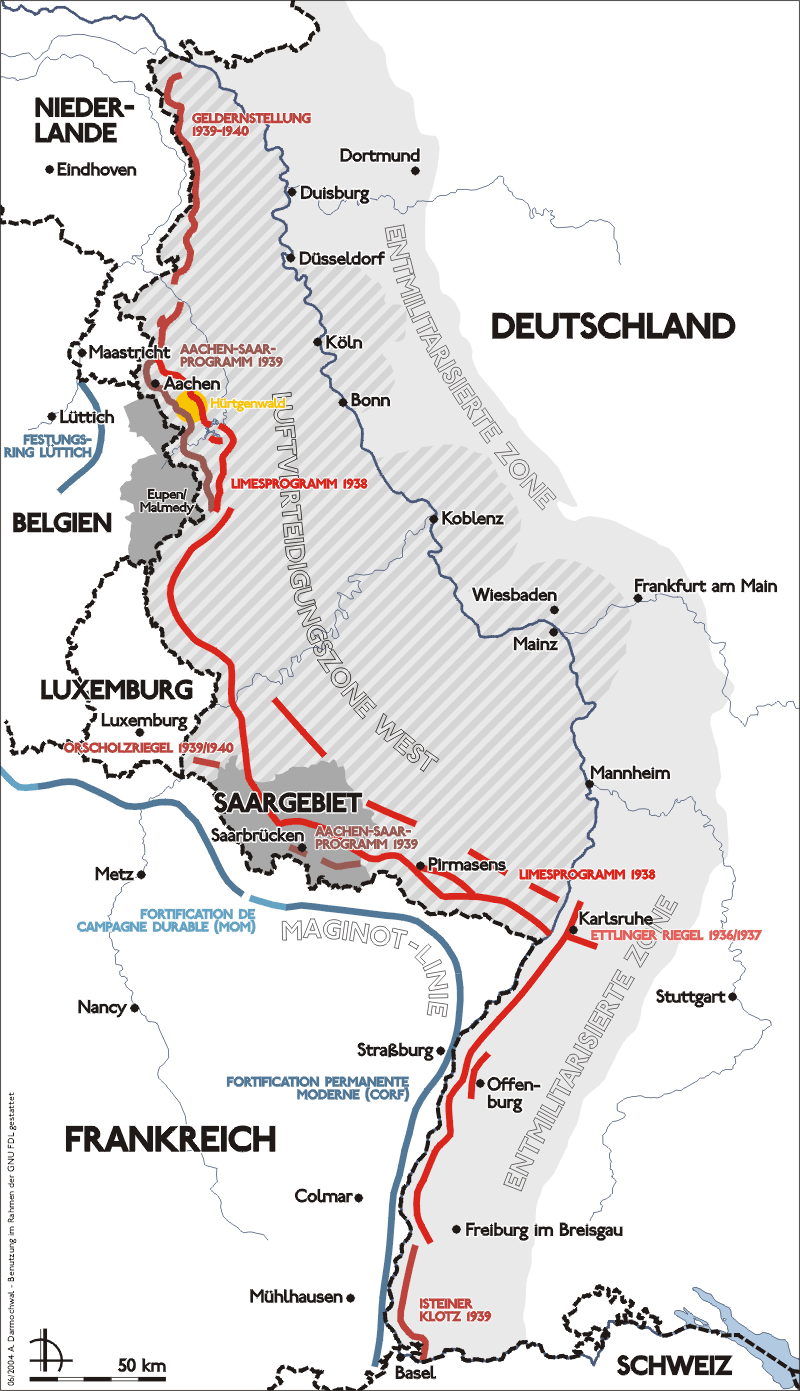
نقشه برنامه‌ریزی شده وست‌وال

وست‌وال (به آلمانی: Westwall - دیوار غربی) که توسط متفقین خط زیگفرید (انگلیسی: Siegfried Line - فرانسوی: Ligne Siegfried‎) نامیده می‌شد، یک سامانه استحکامات دفاعی نظامی به گستردگی ۶۳۰ کیلومتر در طول مرزهای غربی آلمان بود که ۱۸٬۰۰۰ پناهگاه و تونل و تعداد زیادی سنگر و مانع ضدتانک داشت. در دهه ۱۹۳۰ توسط آلمان در مجاورت مرزهای غربی خود با فرانسه ایجاد شد. این خط دفاعی از کلوه در مرز هلند در شمال تا گرنتساخ-ویلن در مرز سوئیس در جنوب کشیده شده بود.
این تاسیسات به دستور آدولف هیتلر، پیشوای آلمان به قصد بهره‌برداری نظامی و تبلیغاتی ایجاد شد. طرح‌ریزی برای آن در سال ۱۹۳۶ و ساخت آن مدت کوتاهی پس از بازنظامی‌سازی راینلند، بین سال‌های ۱۹۳۶ تا ۱۹۴۰ صورت گرفت.

## نگارخانه

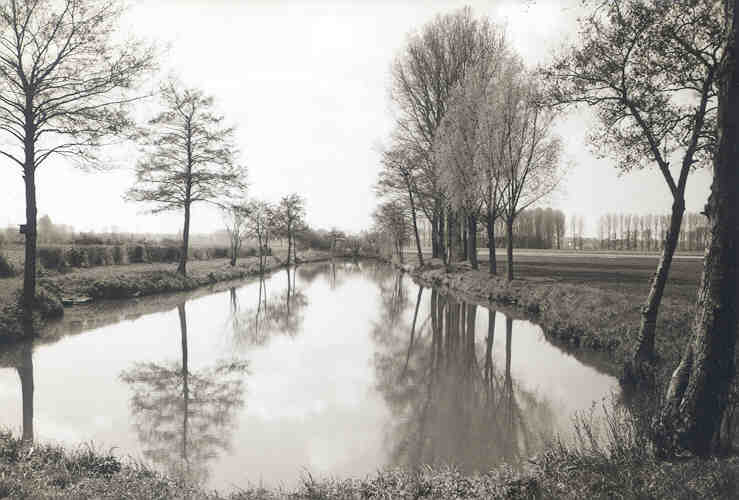
سنگر پر از آب در نزدیکی گیلنکیرچن وست‌وال
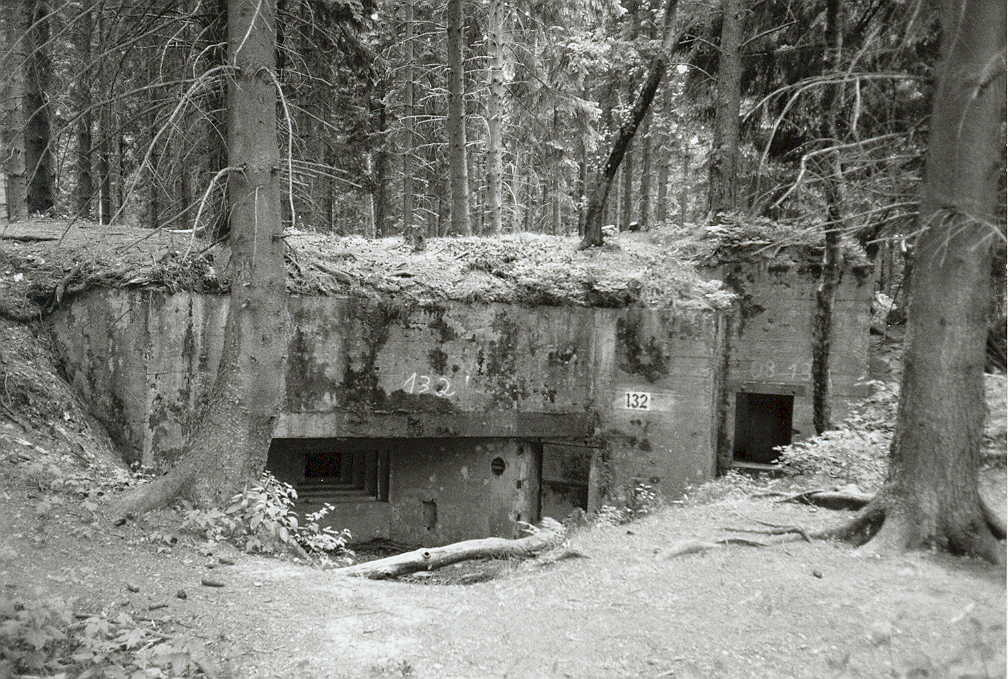
ده نوع مخفی گاه از پشت در وست‌وال
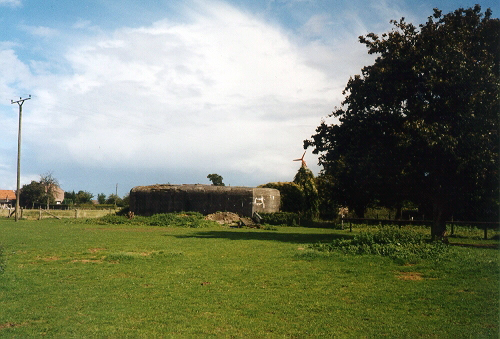
یکی از پناهگاه‌های وست‌وال در نزدیکی کلوه
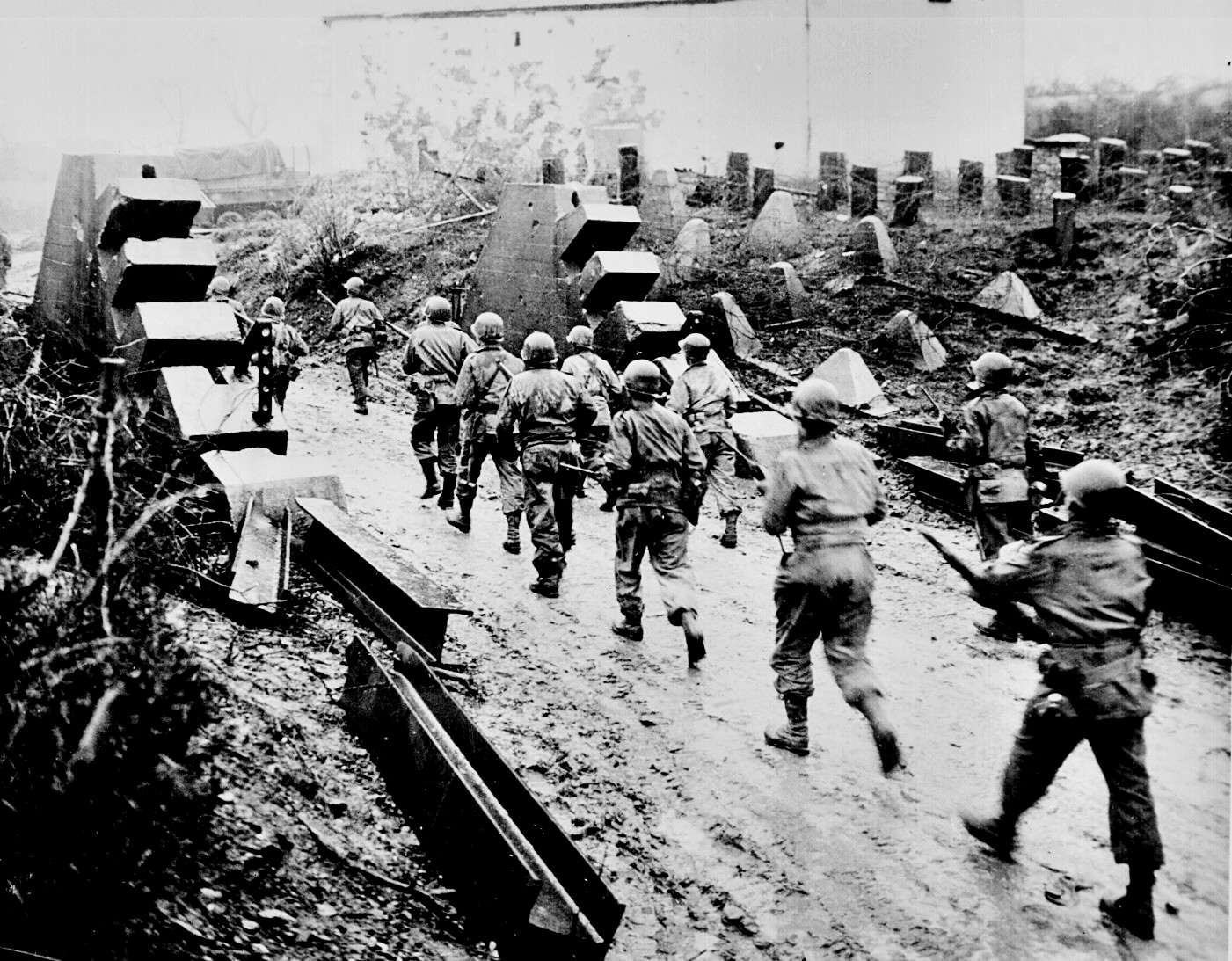
نیروهای آمریکایی در حال عبور از وست‌وال در جریان عملیات راینلند
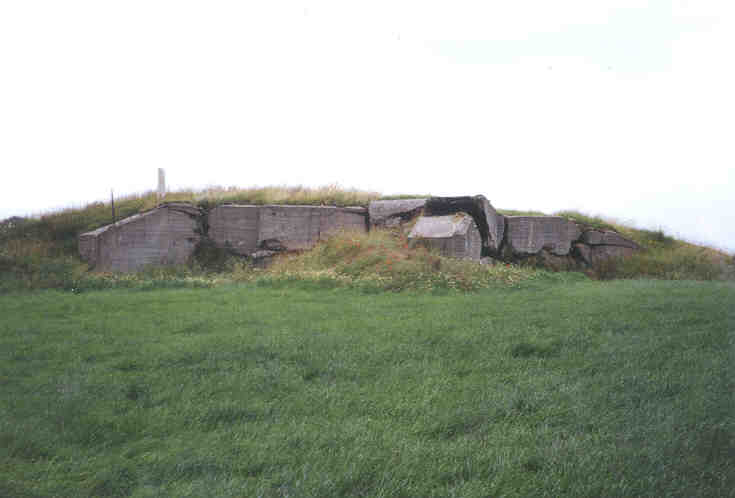
ویرانه یک پناهگاه نزدیک آخن
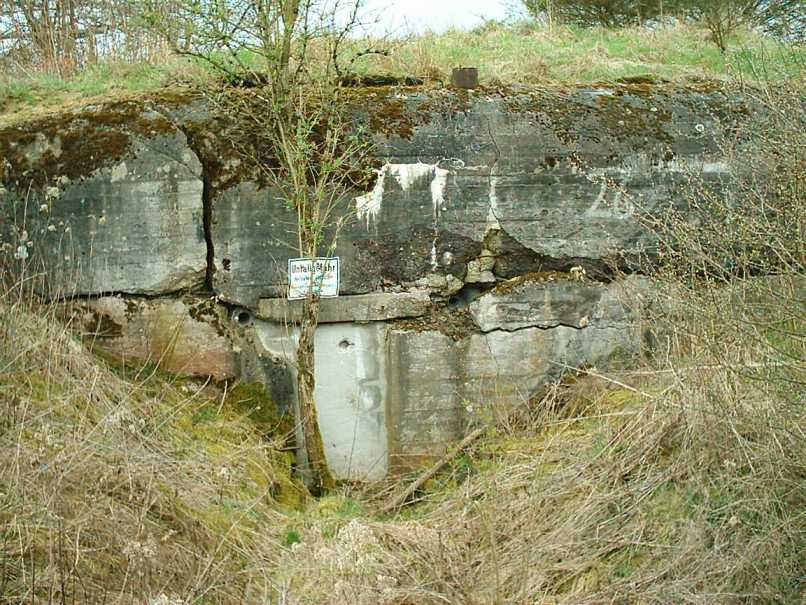
پناهگاهی در وست‌وال
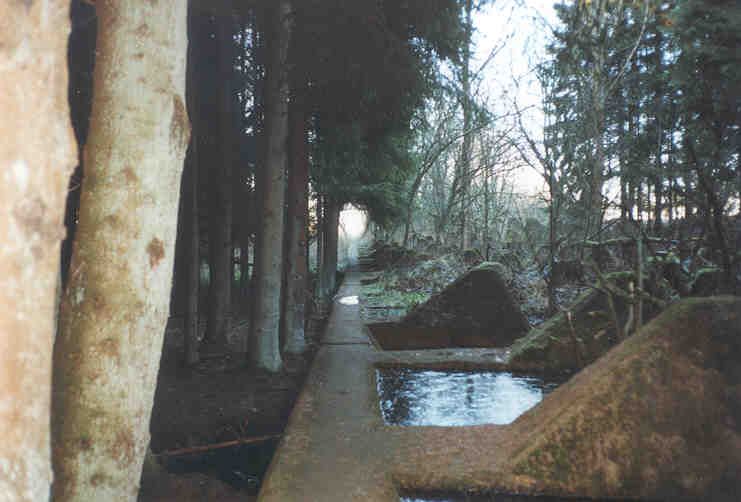
وست‌والبه عنوان یک بیوتوپ